# Finlandia en los Juegos Olímpicos de Río de Janeiro 2016
Finlandia estuvo representada en los Juegos Olímpicos de Río de Janeiro 2016 por un total de 54 deportistas que compitieron en 15 deporte. Responsable del equipo olímpico es el Comité Olímpico Finlandés, así como las federaciones deportivas nacionales de cada deporte con participación.
La portadora de la bandera en la ceremonia de apertura fue la regatista Tuuli Petäjä-Sirén.

## Medallistas
El equipo olímpico de Finlandia obtuvo las siguientes medallas:
| Nombre        | Deporte | Competición         |
| ------------- | ------- | ------------------- |
| Oro           |         |                     |
| —             |         |                     |
| Plata         |         |                     |
| —             |         |                     |
| Bronce        |         |                     |
| Mira Potkonen | Boxeo   | Ligero (57-60 kg) F |